# 晃陽看護栄養専門学校
晃陽看護栄養専門学校（こうようかんごえいようせんもんがっこう）とは、学校法人晃陽学園が運営する茨城県古河市にある専修学校。

## 沿革
- 1992年（平成4年）5月 - 学校法人晃陽学園 設立準備室開設
- 1993年（平成5年）3月 - 学校法人晃陽学園 設置について茨城県知事より認可
- 1993年（平成5年）3月 - 調理師養成施設指定について厚生大臣より承認
- 1993年（平成5年）4月 - 学校法人晃陽学園「晃陽調理師専門学校」開校
- 1994年（平成6年）9月 - 学校法人晃陽学園 晃陽栄養専門学校 栄養士学科設立準備室開設
- 1995年（平成7年）7月 - 栄養士学科 新校舎建築工事着工
- 1995年（平成7年）9月 - 厚生大臣宛、栄養士養成施設承認申請
- 1996年（平成8年）3月 - 新校舎完成（本館・2号館）
- 1996年（平成8年）4月 - 学校法人晃陽学園 晃陽栄養専門学校栄養士学科認可
- 1996年（平成8年）4月 - 晃陽調理専門学校から「晃陽栄養専門学校」に学校名変更
- 1997年（平成9年）7月 - 製菓・製パン学科、新校舎建築工事着工
- 1998年（平成10年）3月 - 新校舎完成（3号館）
- 1998年（平成10年）4月 - 製菓・製パン学科　認可・開設
- 2002年（平成14年）3月 - 製菓・製パン学科から製菓・製パン衛生師学科に科名変更認可
- 2002年（平成14年）4月 - 製菓衛生師養成施設について厚生労働大臣より承認
- 2003年（平成15年）4月 - 製菓製パン衛生師学科通信課程開設
- 2005年（平成17年）12月 - 看護学科認可
- 2006年（平成18年）4月 - 看護学科開設
- 2006年（平成18年）4月 - 「晃陽学園看護栄養専門学校」に学校名変更
- 2009年（平成21年）4月 - 救急救命学科開設
- 2013年（平成25年）3月 - 新校舎完成（7号館）
- 2013年（平成25年）12月 - 日本大学国際関係学部と連携教育協定を結ぶ
- 2015年（平成27年）3月 - 日本大学通信教育部と連携協力校としての覚書を交わす
- 2015年（平成27年）4月 - つくば栄養医療調理製菓専門学校に校名変更
- 2015年（平成27年）5月 - 女子学生会館Ⅱ完成
- 2015年（平成27年）12月 - 新校舎完成（8号館）
- 2016年（平成28年）2月 - 古河市と防災・防犯活動に関する協定を締結
- 2016年（平成28年）3月 - 新校舎完成（新1号館）
- 2016年（平成28年）4月 - グランシェフ学科認可・開設
- 2016年（平成28年）5月 - 古河警察署と防犯活動に関する協定を締結
- 2016年（平成28年）11月 - 常総市と地域における防災・防犯活動に関する協定、常総警察署と防犯活動に関する協定を締結
- 2017年（平成29年）4月 - 助産学科開設準備室を設置
- 2018年（平成30年）1月 - 古河市と地域活性化や人材育成に関する包括連携協定を締結
- 2018年（平成30年）3月 - つくば栄養医療調理製菓専門学校の学生会館完成
- 2018年（平成30年）4月 - 晃陽学園高等学校公務員コースをジュニアメディカル育成コースに改編
- 2018年（平成30年）11月 - 管理栄養士学科校舎完成
- 2019年（平成31年）3月 - 歯科衛生士学科校舎完成、管理栄養士学科認可、助産学科認可、歯科衛生士学科認可

## 特色

### 少人数担任制
各クラスの定員が40～50名と比較的少人数であり、教員の目が行き届きやすくなっている。クラス担任が配置されており、学習から就職まできめ細かな指導を行っている。生徒と教職員の距離が近い、アットホームな学習環境を目指している。

### 大学との連携
晃陽学園は、日本大学国際関係学部との連携教育を行っており、2年制以上の学科を対象に大学3年次への優先的な編入学を行っている。
また、平成27年3月には、日本大学通信教育部と連携協力校としての覚書を交わした。晃陽看護栄養専門学校の校舎内に通信教育部の学習センター（サテライト教室）が設置され、平成27年秋より学生を受け入れる予定である。専門学校と日大通信教育部のWスクールを行うことにより、資格取得を目指しつつ学士の取得を目指すことができる。

### 実習中心のカリキュラム
授業内容は実習を中心に編成されている。学校が運営するレストランがあり、現場実習施設となっている。

### 給食制度
本校では給食が提供されている。調理師学科、栄養士学科の生徒が教員指導の下、実習として調理を担当している。栄養士学科の2年生が献立づくりを担当している。

## 学科
- 管理栄養士学科(4年制)
- 栄養士学科(2年制)
- 調理師学科(1年制)
- グランシェフ学科(2年制)
- パティシエ・スイーツ学科(昼間:1年制、通信:2年制)
- 助産学科(1年制)
- 看護学科(3年制)
- 救急救命学科(2年制)
- 歯科衛生士学科(3年制)

## 学生生活

### 年間行事
4月
入学式・始業式・身体測定・健康診断・創立記念日（28日）
5月
新入生史跡めぐり
6月
就職面接ガイダンス・戴帽式
7月・8月
夏季休業
9月
学校説明会
10月
ジャパンケーキショー見学・体育祭・晃陽祭（学園祭）
12月
雪華の大祭（卒業作品展）・冬季休業
1月
特別講義・テーブルマナー講習
2月
卒業試験
3月
卒業式

## 校訓
- 日々新（ひびあらた）

## 所在地
- 〒306-0011 茨城県古河市東1-5-26
- 東日本旅客鉄道宇都宮線：古河駅東口より徒歩3分。
- 東京までおよそ1時間、大宮まで30分、宇都宮まで40分程度と都市部へのアクセスが良好である。

## 姉妹校
- つくば栄養医療調理製菓専門学校
- 気仙沼リアス調理製菓専門学校
- 晃陽学園高等学校
- 専門学校 EIKA international college
- EIKA美容専門学校